# Plasma Sword: Nightmare of Bilstein
Plasma Sword: Nightmare of Bilstein (Star Gladiator 2: Nightmare of Bilstein au Japon) est un jeu vidéo de  combat développé et édité par Capcom en 1998 sur système d'arcade ZN-2. C'est le deuxième jeu de la série Star Gladiator,.

## Portage
- Dreamcast : 1999 (Japon) - 2000 (reste du monde)

## Série
1. Star Gladiator: I - Final Crusade : 1996, ZN-1
2. Plasma Sword: Nightmare of Bilstein